# 三重項酸素

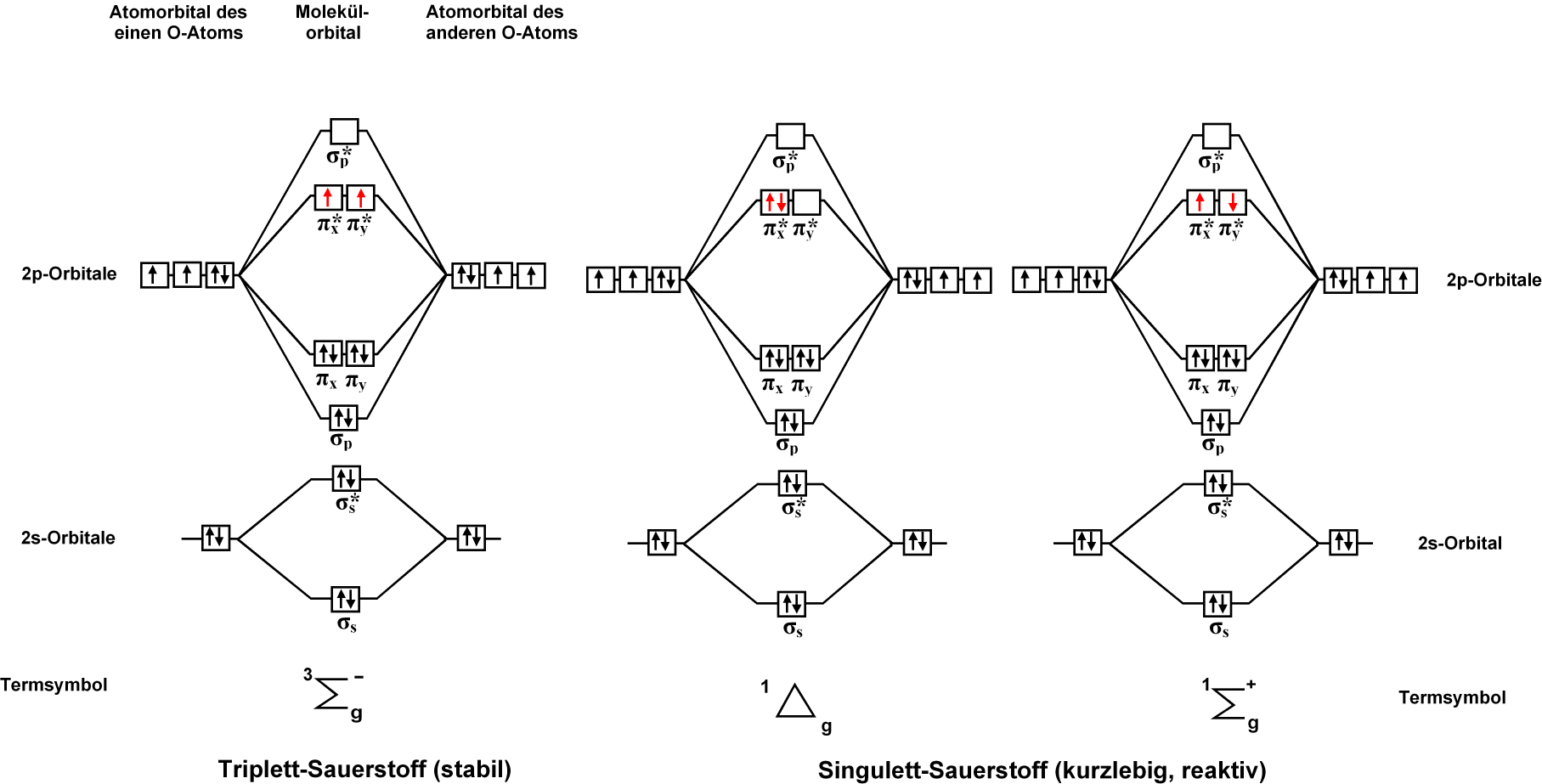
左から三重項酸素、一重項酸素 (Δ1)、一重項酸素 (Σ1) の分子軌道ダイアグラム。

三重項酸素（さんじゅうこうさんそ）は、基底状態にある酸素分子を指す。通常の酸素分子はこの状態にある。

## 軌道
分子軌道は、2つのπ*軌道にスピンの向きがそろった電子が1個ずつ入っている。三重項酸素ではπ*軌道を平行スピンを持つ2つの不対電子が占有するが、一重項酸素ではこれらの電子が反平行スピンを持つ電子配置を取り、より高いエネルギー準位にある。π*軌道を電子が占有する一重項状態はΣとΔの2つの配置が可能であるが、1つのπ*軌道を2つの電子が占有したΔ状態の方がエネルギーが低く、最もエネルギー準位の低い励起状態である。

## 磁性
不対電子を2つ持つことでラジカル性を示し、これにより常磁性を示す。空気を－183 ℃ (90 K) ほどに冷却することで得られる液体酸素は、淡青色で磁石のS極とN極の間に流すと両極の間に付着する。